# Ormetica postradiata
Ormetica postradiata là một loài bướm đêm thuộc phân họ Arctiinae, họ Erebidae.